# KIAA1191
KIAA1191 (англ. KIAA1191) – білок, який кодується однойменним геном, розташованим у людей на 5-й хромосомі. Довжина поліпептидного ланцюга білка становить 305 амінокислот, а молекулярна маса — 33 247.
| 10         |  | 20         |  | 30         |  | 40         |  | 50         |
| ---------- |  | ---------- |  | ---------- |  | ---------- |  | ---------- |
| MASRQPEVPA |  | LEASAPLGKM |  | SLPIGIYRRA |  | VSYDDTLEDP |  | APMTPPPSDM |
| GSVPWKPVIP |  | ERKYQHLAKV |  | EEGEASLPSP |  | AMTLSSAIDS |  | VDKVPVVKAK |
| ATHVIMNSLI |  | TKQTQESIQH |  | FERQAGLRDA |  | GYTPHKGLTT |  | EETKYLRVAE |
| ALHKLKLQSG |  | EVTKEERQPA |  | SAQSTPSTTP |  | HSSPKQRPRG |  | WFTSGSSTAL |
| PGPNPSTMDS |  | GSGDKDRNLS |  | DKWSLFGPRS |  | LQKYDSGSFA |  | TQAYRGAQKP |
| SPLELIRAQA |  | NRMAEDPAAL |  | KPPKMDIPVM |  | EGKKQPPRAH |  | NLKPRDLNVL |
| TPTGF      |  |            |  |            |  |            |  |            |

A: Аланін

D: Аспарагінова кислота

E: Глутамінова кислота

F: Фенілаланін

G: Гліцин

H: Гістидин

I: Ізолейцин

K: Лізин

L: Лейцин

M: Метіонін

N: Аспарагін

P: Пролін

Q: Глутамін

R: Аргінін

S: Серин

T: Треонін

V: Валін

W: Триптофан

Кодований геном білок за функціями належить до оксидоредуктаз, фосфопротеїнів. 
Задіяний у такому біологічному процесі, як альтернативний сплайсинг. 
Білок має сайт для зв'язування з НАДФ. 
Локалізований у цитоплазмі.